# Нишнианидзе, Михаил Онисимович
Михаил Онисимович Нишнианидзе (15 января 1911 года, село Гоми, Кутаисский уезд, Кутаисская губерния, Российская империя — неизвестно, Грузинская ССР) — грузинский советский работник, председатель исполнительного комитета Самтредтского районного Совета депутатов трудящихся Грузинской ССР. Герой Социалистического Труда (1951). Депутат Верховного Совета Грузинской ССР 3-го созыва.

## Биография
Родился в 1911 году в семье железнодорожника в селе Гоми Кутаисского уезда. С 1927 года — член ВЛКСМ. С 1927 года трудился в питомнике по выращиванию шелкопряда. С 1931 года — рабочий на шелкопрядильной фабрике в Самтредиа. В 1933 году окончил Тифлисское фабрично-заводское училище при Полиграфическом тресте. Трудился в типографии до призыва на срочную службу в Красную Армию. С 1935 года — рабочий третьей типографии в Тбилиси. В 1936 году вступил в ВКП(б).
С 1939 года — на партийной работе в секретариате Самтредтского райкома партии. С 1940 по 1946 года — второй секретарь этого же райкома. С ноября 1946 по август 1948 года обучался в Высшей партийной школе Грузинской Компартии. В августе 1948 года избран председателем Самтредтского райисполкома.
В 1949 году обеспечил перевыполнение в целом по району плана сбора урожая сортового зелёного чайного листа на 17,6 %. Указом Президиума Верховного Совета СССР от 19 апреля 1951 года удостоен звания Героя Социалистического Труда за «перевыполнение плана сбора урожая сортового зелёного чайного листа, цитрусовых плодов и винограда в 1949 году» с вручением ордена Ленина и золотой медали «Серп и Молот» (№ 5849).
Этим же указом званием Героя Социалистического Труда были награждены первый секретарь Самтредсткого райкома партии Виссарион Ясонович Курашвили, заведующий районным отделом сельского хозяйства Исидор Германович Мелкадзе и главный районный агроном Георгий Самсонович Стуруа.
Избирался депутатом Верховного Совета Грузинской ССР (1951—1954).
С 1972 года — персональный пенсионер союзного значения. Дата смерти не установлена.